# Kanton Bully-les-Mines
Bully-les-Mines is een kanton van het Franse departement Pas-de-Calais. Het kanton maakt deel uit van het arrondissement Lens.

## Gemeenten
Het kanton Bully-les-Mines omvatte tot en met 2014 de volgende gemeenten:
- Bully-les-Mines (hoofdplaats)
- Mazingarbe (Mazengarve)

Bij decreet van 24 februari 2014 met uitwerking in 2015, werd het kanton uitgebreid. Het omvat nu volgende gemeenten: 
- Ablain-Saint-Nazaire
- Aix-Noulette
- Angres
- Bouvigny-Boyeffles
- Bully-les-Mines
- Carency
- Gouy-Servins
- Mazingarbe
- Sains-en-Gohelle
- Servins
- Souchez
- Villers-au-Bois